# Stadio Auguste Delaune
Lo stadio Auguste Delaune (in francese Stade Auguste Delaune), in precedenza stadio municipale Velodrome (fr. Stade Municipal Velodrome), è uno stadio francese situato nella città di Reims, utilizzato soprattutto per le partite di calcio. Costruito nel 1935, è in grado di accogliere 21.685 persone. Ospita le partite casalinghe dello Stade Reims.
Ha ospitato una partita del campionato mondiale di calcio 1938 e sei partite del campionato mondiale femminile di calcio 2019. Nel 1984 è stato sede della prima edizione del Meeting Gaz de France, importante meeting di atletica leggera organizzato dalla World Athletics.